# 阿庫利區
51°28′15″N 77°46′42″E / 51.47083°N 77.77833°E

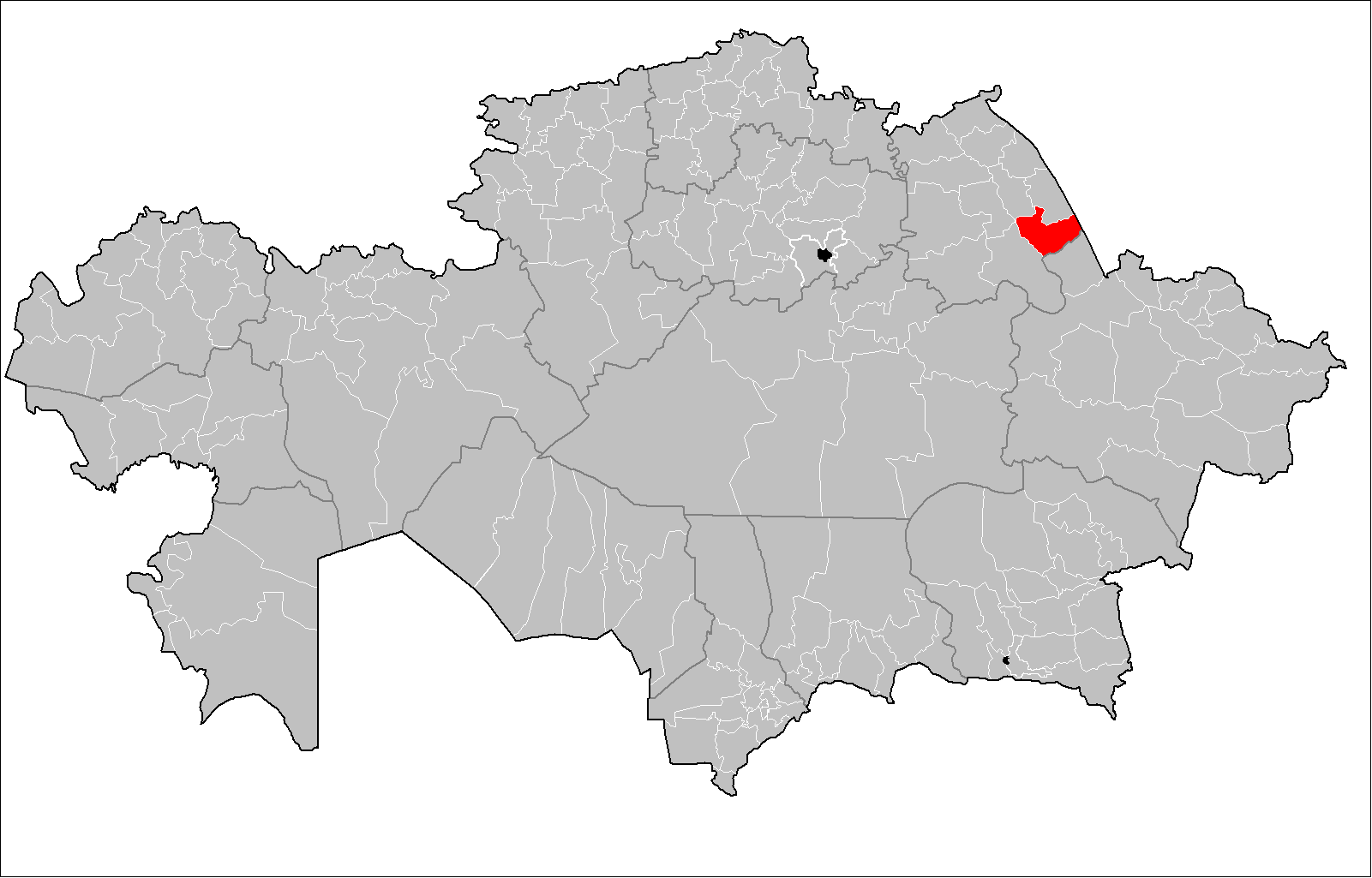

阿庫利區是哈薩克斯坦的行政區，位於該國東北部，由巴甫洛達爾州負責管轄，首府設於阿庫利，始建於1939年，面積8,100平方公里，2012年人口13,979。